# Jim Webb Sings Jim Webb
| Críticas profissionais | Críticas profissionais |
| Avaliações da crítica  | Avaliações da crítica  |
| Fonte                  | Avaliação              |
| ---------------------- | ---------------------- |
| Allmusic               | [ 1 ]                  |

Jim Webb Sings Jim Webb é o álbum de estreia do cantor e compositor norte-americano Jimmy Webb, lançado em 1968 pela Epic Records. 

## Faixas
Todas as músicas foram escritas por Jimmy Webb
1. "You're So Young" – 2:58
2. "Run Run Run" – 2:21
3. "I Can Do It On My Own" – 2:48
4. "I'll Be Back" – 2:23
5. "I'm In Need" – 2:25
6. "I Keep It Hid" – 2:27
7. "Life Is Hard" – 2:06
8. "Our Time Is Running Out" – 2:13
9. "I Need You" – 2:01
10. "Then" – 2:11